# East Jesus Nowhere
East Jesus Nowhere – trzeci singel promujący ósmy studyjny album zespołu Green Day zatytułowany 21st Century Breakdown (2009). Jest to kompozycja autorstwa Billie’go Joe Armstronga i pozostałych członków Green Day; tekst do utworu napisał sam Armstrong, by zbesztać fundamentalistów religijnych.

## Teledysk
Wideoklip do utworu został wydany 17 września 2009 roku, ponad miesiąc przed premierą singla. W klipie zawarto ujęcia z trasy koncertowej 21st Century Breakdown World Tour. Derek Seltzer pozwał zespół o bezprawne wykorzystanie dzieła jego autorstwa przedstawiającego krzyczącą postać, jednak sąd przyznał rację Green Day argumentując decyzję tym, że dzieło oraz jego przesłanie zostało mocno zmienione. Długość teledysku różni się od oryginalnej długości utworu „East Jesus Nowhere” o trzydzieści sekund, rozszerzono bowiem jedno z przejść. Teledysk wyreżyserowali wspólnie Chris Dugan i M. Douglas Silverstein.

## Pozycje na listach przebojów
| Notowanie (2009)                          | Najwyższa pozycja |
| ----------------------------------------- | ----------------- |
| U.S. Billboard Alternative Songs          | 18                |
| U.S. Billboard Rock Songs                 | 24                |
| U.S. Billboard Hot Mainstream Rock Tracks | 32                |
| UK Rock Chart                             | 10                |
| Canadian Hot 100                          | 71                |

## Twórcy
- Billie Joe Armstrong – wokal, gitara
- Mike Dirnt – gitara basowa, wokal wspierający
- Tré Cool – perkusja